# Liste der Landschaftsschutzgebiete im Kreis Viersen
Die Liste der Landschaftsschutzgebiete im Kreis Viersen enthält die Landschaftsschutzgebiete des Kreises Viersen in Nordrhein-Westfalen.

## Liste
| Bild                                            | Nummer        | Gemeinde       | Bezeichnung des Gebietes                           | Fläche in Hektar | WDPA-ID   | Koordinaten | Datum der Verordnung |
| ----------------------------------------------- | ------------- | -------------- | -------------------------------------------------- | ---------------- | --------- | ----------- | -------------------- |
| LSG Landwehr, Siebenhäuser Graben und Niepkanal | LSG-4504-0001 | Kempen         | LSG Landwehr, Siebenhäuser Graben und Niepkanal    | 308,6502         | 555554234 | Position    | 1989                 |
| Bild gesucht BW                                 | LSG-4504-0002 | Kempen         | LSG Landwehr, Siebenhäuser Graben und Niepkanal    | 1,0887           | 555554235 | Position    | 2004                 |
| LSG Tönisberger Höhen                           | LSG-4504-0004 | Kempen         | LSG Tönisberger Höhen                              | 321,4073         | 555554236 | Position    | 1989                 |
| LSG Am Oferweg und An den Neubenden             | LSG-4504-0005 | Kempen         | LSG Am Oferweg und An den Neubenden                | 50,6499          | 555554237 | Position    | 1989                 |
| LSG Am Oferweg und An den Neubenden <temporär>  | LSG-4504-0006 | Kempen         | LSG Am Oferweg und An den Neubenden <temporär>     | 4,8772           | 555554238 | Position    | 1989                 |
| Bild gesucht BW                                 | LSG-4504-0007 | Kempen         | LSG Kendel-, Selder- und Boxgraben                 | 184,183          | 555554239 | Position    | 1989                 |
| Bild gesucht BW                                 | LSG-4504-0008 | Kempen         | LSG Spring und Gastendonker Graben                 | 367,8471         | 555554240 | Position    | 1989                 |
| Bild gesucht BW                                 | LSG-4504-0009 | Kempen         | LSG Das große Broich                               | 163,1496         | 555554241 | Position    | 1989                 |
| Bild gesucht BW                                 | LSG-4504-0014 | Nettetal       | LSG Venloer Heide <temporär>                       | 4,9509           | 555554242 | Position    | 1984                 |
| Bild gesucht BW                                 | LSG-4505-0001 | Kempen         | LSG Binnenlandwehr                                 | 49,5389          | 555554246 | Position    | 1989                 |
| LSG Netteniederung                              | LSG-4603-0001 | Grefrath       | LSG Netteniederung                                 | 71,9983          | 555554575 | Position    | 2006                 |
| Bild gesucht BW                                 | LSG-4603-0002 | Nettetal       | LSG Venloer Heide                                  | 371,8538         | 555554576 | Position    | 2006                 |
| Bild gesucht BW                                 | LSG-4603-0003 | Grefrath       | LSG Netteniederung <temporär>                      | 3,4477           | 555554577 | Position    | 2004                 |
| Bild gesucht BW                                 | LSG-4603-0004 | Nettetal       | LSG Netteniederung und Hinsbecker Höhen <temporär> | 1,7098           | 555554578 | Position    | 1984                 |
| LSG Vorster Heide (temporär)                    | LSG-4603-0005 | Grefrath       | LSG Vorster Heide <temporär>                       | 3,6895           | 555554579 | Position    | 1989                 |
| Bild gesucht BW                                 | LSG-4603-0006 | Nettetal       | LSG Netteniederung und Hünsbecker Höhen            | 587,2698         | 555554580 | Position    | 1984                 |
| LSG Süchtelner Höhen                            | LSG-4603-0007 | Viersen        | LSG Süchtelner Höhen                               | 992,778          | 555554581 | Position    | 1984                 |
| Bild gesucht BW                                 | LSG-4603-0008 | Grefrath       | LSG Glabbacher Graben                              | 53,683           | 555554582 | Position    | 1984                 |
| Bild gesucht BW                                 | LSG-4603-0009 | Nettetal       | LSG Renne-Niederung                                | 10,006           | 555554583 | Position    | 1984                 |
| Bild gesucht BW                                 | LSG-4603-0010 | Brüggen        | LSG Grenzwald                                      | 1674,5257        | 555554584 | Position    | 2005                 |
| Bild gesucht BW                                 | LSG-4603-0011 | Nettetal       | LSG Königsbach                                     | 149,9609         | 555554585 | Position    | 2005                 |
| Bild gesucht BW                                 | LSG-4603-0012 | Grefrath       | LSG Netteniederung                                 | 30,2621          | 555554586 | Position    | 2004                 |
| Bild gesucht BW                                 | LSG-4603-0013 | Grefrath       | LSG Netteniederung                                 | 17,34            | 555554587 | Position    | 1989                 |
| Bild gesucht BW                                 | LSG-4603-0014 | Grefrath       | LSG Vorster Heide                                  | 224,388          | 555554588 | Position    | 1989                 |
| Bild gesucht BW                                 | LSG-4603-0015 | Nettetal       | LSG Venloer Heide                                  | 27,722           | 555554589 | Position    | 1984                 |
| LSG Süchtelner Höhen (temporär)                 | LSG-4604-0001 | Viersen        | LSG Süchtelner Höhen <temporär>                    | 2,6762           | 555554590 | Position    | 1984                 |
| LSG Niersniederung                              | LSG-4604-0002 | Grefrath       | LSG Niersniederung                                 | 101,1177         | 555554591 | Position    | 1989                 |
| Bild gesucht BW                                 | LSG-4604-0003 | Kempen         | LSG Schleck                                        | 173,327          | 555554592 | Position    | 1989                 |
| Bild gesucht BW                                 | LSG-4604-0004 | Kempen         | LSG Landgraben                                     | 37,9543          | 555554593 | Position    | 1989                 |
| LSG Niersniederung                              | LSG-4604-0005 | Viersen        | LSG Niersniederung                                 | 1564,8641        | 555554594 | Position    | 1991                 |
| LSG Schleck                                     | LSG-4604-0006 | Tönisvorst     | LSG Schleck                                        | 422,3265         | 555554595 | Position    | 1991                 |
| LSG Flöthhütte                                  | LSG-4604-0007 | Grefrath       | LSG Flöthhütte                                     | 147,9982         | 555554596 | Position    | 1991                 |
| LSG Flöthbach                                   | LSG-4604-0008 | Tönisvorst     | LSG Flöthbach                                      | 472,2326         | 555554597 | Position    | 1991                 |
| LSG Anrather Bach/Kehn                          | LSG-4604-0009 | Tönisvorst     | LSG Anrather Bach/Kehn                             | 404,36           | 555554598 | Position    | 1996                 |
| LSG Huverheide-Stiegerheide                     | LSG-4604-0010 | Tönisvorst     | LSG Huverheide-Stiegerheide                        | 332,2361         | 555554600 | Position    | 1996                 |
| Bild gesucht BW                                 | LSG-4604-0011 | Kempen         | LSG Kleine Schleck                                 | 51,5781          | 555554601 | Position    | 1996                 |
| LSG Fliethbach                                  | LSG-4604-0012 | Kempen         | LSG Fliethbach                                     | 101,7756         | 555554602 | Position    | 1996                 |
| LSG Selder                                      | LSG-4604-0013 | Kempen         | LSG Selder                                         | 140,6097         | 555554603 | Position    | 1996                 |
| LSG Unterweiden                                 | LSG-4604-0014 | Kempen         | LSG Unterweiden                                    | 130,6099         | 555554604 | Position    | 1996                 |
| LSG Königshütte                                 | LSG-4604-0015 | Kempen         | LSG Königshütte                                    | 228,6115         | 555554605 | Position    | 1996                 |
| LSG Benrad                                      | LSG-4604-011  | Kempen         | LSG Benrad                                         | 700,3697         | 555554606 | Position    | 1992                 |
| Bild gesucht BW                                 | LSG-4702-0001 | Brüggen        | LSG Elmpter Wald                                   | 1242,623         | 555554971 | Position    | 1987                 |
| Bild gesucht BW                                 | LSG-4702-0002 | Brüggen        | LSG Schwalmniederung                               | 350,3793         | 555561619 | Position    |                      |
| Bild gesucht BW                                 | LSG-4702-0003 | Brüggen        | LSG Schwalmniederung <temporär>                    | 9,2492           | 555561620 | Position    |                      |
| Bild gesucht BW                                 | LSG-4702-0004 | Brüggen        | LSG Bockler Berg <temporär>                        | 19,9053          | 555554974 | Position    | 1987                 |
| Bild gesucht BW                                 | LSG-4702-0005 | Brüggen        | LSG Elmpter Wald                                   | 306,3245         | 555554975 | Position    | 1987                 |
| Bild gesucht BW                                 | LSG-4702-0006 | Brüggen        | LSG Elmpter Bachtal                                | 91,9729          | 555554976 | Position    | 1987                 |
| Bild gesucht BW                                 | LSG-4702-0007 | Brüggen        | LSG Dilborner Kirchenwald                          | 235,4956         | 555554977 | Position    | 1987                 |
| Bild gesucht BW                                 | LSG-4702-0008 | Brüggen        | LSG Schwalmniederung                               | 32,8957          | 555554978 | Position    | 1987                 |
| Bild gesucht BW                                 | LSG-4702-0009 | Brüggen        | LSG Bockler Berg                                   | 52,382           | 555554979 | Position    | 1987                 |
| Bild gesucht BW                                 | LSG-4703-0001 | Brüggen        | LSG Happelter Heide                                | 8,7579           | 555554980 | Position    | 1982                 |
| Bild gesucht BW                                 | LSG-4703-0002 | Brüggen        | LSG Genroher Graben                                | 28,6991          | 555554981 | Position    | 1982                 |
| Bild gesucht BW                                 | LSG-4703-0003 | Schwalmtal     | LSG Kranenbachniederung                            | 9,2434           | 555554982 | Position    | 1982                 |
| weitere Bilder                                  | LSG-4703-0004 | Schwalmtal     | LSG Schwalmtal                                     | 205,7016         | 555554983 | Position    | 2004                 |
| Bild gesucht BW                                 | LSG-4703-0005 | Brüggen        | LSG Schwalmniederung                               | 1,2024           | 555554984 | Position    | 1987                 |
| Bild gesucht BW                                 | LSG-4703-0006 | Brüggen        | LSG Elmpter Bachtal <temporär>                     | 0,1664           | 555554985 | Position    | 1987                 |
| Bild gesucht BW                                 | LSG-4703-0007 | Brüggen        | LSG Genroher Graben                                | 10,6903          | 555554986 | Position    | 2005                 |
| Bild gesucht BW                                 | LSG-4703-0008 | Nettetal       | LSG Pletschbach                                    | 91,9678          | 555554987 | Position    | 1984                 |
| Bild gesucht BW                                 | LSG-4703-0009 | Nettetal       | LSG Happelter Heide                                | 97,0177          | 555554988 | Position    | 1984                 |
| Bild gesucht BW                                 | LSG-4703-0010 | Niederkrüchten | LSG Lütterbach-Tal                                 | 13,6981          | 555554989 | Position    | 1982                 |
| Bild gesucht BW                                 | LSG-4703-0011 | Niederkrüchten | LSG Meinweg                                        | 154,4323         | 555554990 | Position    | 1987                 |
| Bild gesucht BW                                 | LSG-4703-0012 | Schwalmtal     | LSG Kranenbach-Tal                                 | 45,6046          | 555554991 | Position    | 1982                 |
| Bild gesucht BW                                 | LSG-4703-0013 | Schwalmtal     | LSG Happelter Heide, Schomm                        | 2083,1176        | 555554992 | Position    | 1982                 |
| Bild gesucht BW                                 | LSG-4703-0014 | Nettetal       | LSG Mühlenbach                                     | 37,6492          | 555554993 | Position    | 2005                 |
| Bild gesucht BW                                 | LSG-4703-0015 | Brüggen        | LSG Woltersheide                                   | 43,6192          | 555554994 | Position    | 2005                 |
| Bild gesucht BW                                 | LSG-4703-0016 | Viersen        | LSG Happelter Heide                                | 42,2535          | 555554995 | Position    | 1995                 |
| Bild gesucht BW                                 | LSG-4703-0017 | Schwalmtal     | LSG Nette-Niederung                                | 103,8676         | 555554996 | Position    | 1995                 |
| LSG Rietbruch                                   | LSG-4704-0001 | Viersen        | LSG Rietbruch                                      | 128,2357         | 555554998 | Position    | 1991                 |
| Bild gesucht BW                                 | LSG-4704-0002 | Viersen        | LSG Bockerter-, Bebericher Rinnenlandschaft        | 521,6181         | 555554999 | Position    | 1995                 |
| LSG Niersniederung                              | LSG-4704-0003 | Viersen        | LSG Niersniederung                                 | 48,5411          | 555555000 | Position    | 1995                 |
| LSG Anrather Bach/Holterhöfe                    | LSG-4704-0004 | Willich        | LSG Anrather Bach/Holterhöfe                       | 140,9239         | 555555001 | Position    | 1999                 |
| LSG Flöthbach und Beckerhöfe                    | LSG-4704-0005 | Willich        | LSG Flöthbach und Beckerhöfe                       | 230,1726         | 555555002 | Position    | 1999                 |
| LSG Schiefbahner Bruch                          | LSG-4704-0006 | Willich        | LSG Schiefbahner Bruch                             | 344,0052         | 555555003 | Position    | 1999                 |
| LSG Anrather Bach/Holterhöfe                    | LSG-4705-0001 | Willich        | LSG Anrather Bach/Holterhöfe                       | 37,0606          | 555555012 | Position    | 2006                 |
| LSG Münchheide                                  | LSG-4705-0002 | Willich        | LSG Münchheide                                     | 85,8871          | 555555013 | Position    | 1999                 |
| LSG Münchheide (temporär)                       | LSG-4705-0003 | Willich        | LSG Münchheide <temporär>                          | 1,0348           | 555555014 | Position    | 1999                 |
| LSG Moosheide                                   | LSG-4705-0004 | Willich        | LSG Moosheide                                      | 323,255          | 555555015 | Position    | 1999                 |
| LSG Moosheide                                   | LSG-4705-0005 | Willich        | LSG Hardt                                          | 256,1063         | 555555016 | Position    | 1999                 |
| Bild gesucht BW                                 | LSG-4803-0001 | Niederkrüchten | LSG Meinweg                                        | 315,3568         | 555555169 | Position    | 1982                 |
| Bild gesucht BW                                 | LSG-4803-001  | Schwalmtal     | LSG Im Stadtgebiet Mönchengladbach                 | 13,3602          |           | Position    | 1995                 |